# Discographie de Stray Kids
Pour un article plus général, voir Stray Kids.
Cet article présente la discographie de Stray Kids.
Stray Kids (hangeul : 스트레이 키즈 ; RR : Seuteurei Kijeu), est un boys band sud-coréen originaire de Séoul en Corée du Sud. Il est formé en 2017 par JYP Entertainment et est composé de huit membres se prénommant Bang Chan, Lee Know, Changbin, Hyunjin, Han, Felix, Seungmin et I.N. Le groupe a débuté le 25 mars 2018 avec la sortie de leur deuxième extended play I Am Not.
Stray Kids a sorti son tout premier extended play nommé Mixtape durant ses pré-débuts, le 8 janvier 2018. L'extended play s'est classé deuxième dans le Gaon's Album Chart et dans le Billboard's World Albums Chart,. Il existe un single issu de cet extended play, nommé Hellevator, la première chanson du groupe qui a été écrite pour l'émission de téléréalité Stray Kids. S’ensuit peu de temps après, la sortie de leur de second extended play I Am Not.
Stray Kids sort son troisième extended play, I Am Who, le 6 août 2018 et son quatrième, I Am You, le 22 octobre. Aucun single ne découle de ces deux extended plays.
Son cinquième extended play, Clé 1 : Miroh, est sorti le 25 mars 2019 tandis qu'un premier album spécial, Clé 2 : Yellow Wood est sorti le 19 juin 2019. Le sixième extended play, Clé : Levanter, est sorti le 9 décembre sans Woojin dû a son départ du groupe,.
Le groupe fait ses débuts au Japon le 18 mars 2020 avec la compilation SKZ2020.
En octobre 2022, Stray Kids comptabilise plus de 9 millions d'albums coréens en circulation à travers le monde. Au total, le groupe comptabilise plus de 10 millions d’exemplaires vendus via les marchés coréen et japonais cumulés.

## Albums

### Albums coréens
| Année                                                                       | Titre | Classements | Classements | Classements | Classements | Classements | Classements | Classements | Classements | Ventes                                                                    |
| Année                                                                       | Titre | COR         | JAP         | AUS         | ALL         | FRA         | GBR         | CAN         | USA         | Ventes                                                                    |
| --------------------------------------------------------------------------- | --- | ----------- | ----------- | ----------- | ----------- | ----------- | ----------- | ----------- | ----------- | ------------------------------------------------------------------------- |
| 2018                                                                        | Mixtape - Date de sortie : 8 janvier 2018 - Label : JYP Entertainment                                        | 2           | 47          | —           | —           | —           | —           | —           | —           | - COR : plus de 169 000 - JAP : plus de 2 300                             |
| 2018                                                                        | I Am Not - Date de sortie : 26 mars 2018 - Label : JYP Entertainment                                         | 4           | —           | —           | —           | —           | —           | —           | —           | - COR : plus de 337 000 - JAP : plus de 6 000                             |
| 2018                                                                        | I Am Who - Date de sortie : 6 août 2018 - Label : JYP Entertainment                                          | 3           | 34          | —           | —           | —           | —           | —           | —           | - COR : plus de 284 000 - JAP : plus de 4 400                             |
| 2018                                                                        | I Am You - Date de sortie : 22 octobre 2018 - Label : JYP Entertainment                                      | 2           | 34          | —           | —           | —           | —           | —           | —           | - COR : plus de 340 000 - JAP : plus de 4 700                             |
| 2019                                                                        | Clé 1: Miroh - Date de sortie : 25 mars 2019 - Label : JYP Entertainment                                     | 1           | 18          | —           | —           | —           | —           | —           | —           | - COR : plus de 354 000 - JAP : plus de 11 000                            |
| 2019                                                                        | Clé 2: Yellow Wood - Date de sortie : 19 juin 2019 - Label : JYP Entertainment                               | 2           | 23          | —           | —           | —           | —           | —           | —           | - COR : plus de 266 000 - JAP : plus de 9 000                             |
| 2019                                                                        | Clé: Levanter - Date de sortie : 9 décembre 2019 - Label : JYP Entertainment                                 | 1           | 20          | —           | —           | —           | —           | —           | —           | - COR : plus de 445 000 - JAP : plus de 14 000                            |
| 2020                                                                        | Go生 (Go Live) - Date de sortie : 17 juin 2020 - Label : JYP Entertainment                                   | 1           | 6           | —           | 13          | 54          | —           | —           | —           | - COR : plus de 796 000 - JAP : plus de 60 000                            |
| 2020                                                                        | In生 (In Life) - Date de sortie : 14 septembre 2020 - Label : JYP Entertainment                              | 1           | —           | —           | —           | —           | —           | —           | —           | - COR : plus de 790 000 - JAP : plus de 60 000                            |
| 2021                                                                        | Noeasy - Date de sortie : 23 août 2021 - Label : JYP Entertainment                                           | 1           | 2           | 14          | 64          | —           | —           | —           | —           | - COR : plus de 1 920 000 - JAP : plus de 60 000 - USA : plus de 16 100   |
| 2021                                                                        | Christmas EveL - Date de sortie : 29 novembre 2021 - Label : JYP Entertainment                               | 1           | —           | —           | —           | —           | —           | —           | —           | - COR : plus de 943 000                                                   |
| 2022                                                                        | Oddinary - Date de sortie : 18 mars 2022 - Labels : JYP Entertainment, Republic Records                      | 1           | 4           | —           | 43          | —           | 95          | 20          | 1           | - COR : plus de 2 050 000 - USA : plus de 204 000 - JAP : plus de 74 000  |
| 2022                                                                        | Maxident - Date de sortie : 7 octobre 2022 - Labels : JYP Entertainment, Republic Records                    | 1           | 3           | 4           | 73          | 99          | 85          | 18          | 1           | - COR : plus de 3 690 000 - USA : plus de 205 000 - JAP : plus de 96 000  |
| 2023                                                                        | ★★★★★ (5-Star) - Date de sortie : 2 juin 2023 - Labels : JYP Entertainment, Republic Records                 | 1           | 2           | 2           | 2           | 1           | 40          | 10          | 1           | - COR : plus de 5 240 000 - USA : plus de 520 000 - JAP : plus de 205 000 |
| 2023                                                                        | 樂-Star (Rock-Star) - Date de sortie : 10 novembre 2023 - Labels : JYP Entertainment, Republic Records       | 1           | 1           | 2           | 2           | 2           | 69          | 21          | 1           | - COR : plus de 4 280 000 - USA : plus de 431 000 - JAP : plus de 218 000 |
| 2024                                                                        | Ate - Date de sortie : 19 juillet 2024 - Labels : JYP Entertainment, Republic Records                        | 1           | 2           | 2           | 2           | 1           | 62          | 21          | 1           | - COR : plus de 3 100 000 - USA : plus de 442 000 - JAP : plus de 230 000 |
| 2024                                                                        | SKZHop Hiptape : 合 (HOP) - Date de sortie : 13 décembre 2024 - Labels : JYP Entertainment, Republic Records | 1           | 1           | 4           | 3           | 3           | 91          | 62          | 1           | - COR : plus de 2 190 000 - USA : plus de 248 000 - JAP : plus de 146 000 |
| "—" indique que l'album ne s'est pas classé ou n'est pas sorti dans ce pays | |             |             |             |             |             |             |             |             |                                                                           |

### Albums japonais
| Année | Titre | Classement | Ventes                  |
| Année | Titre | JAP        | Ventes                  |
| ----- | --- | ---------- | ----------------------- |
| 2020  | All In - Date de sortie : 4 novembre 2020 - Label : Epic Records Japan (Sony)                                  | 2          | - JAP : plus de 70 000  |
| 2022  | Circus - Date de sortie : 22 juin 2022 - Label : Epic Records Japan (Sony)                                     | 2          | - JAP : plus de 157 000 |
| 2023  | The Sound - Date de sortie : 22 février 2023 - Label : Epic Records Japan (Sony)                               | 1          | - JAP : plus de 468 000 |
| 2023  | Social Path/Super Bowl -Japanese ver.- - Date de sortie : 6 septembre 2023 - Label : Epic Records Japan (Sony) | 1          | - JAP : plus de 689 000 |
| 2024  | Giant - Date de sortie : 13 novembre 2024 - Label : Epic Records Japan (Sony)                                  | 1          | - JAP : plus de 438 000 |
| 2025  | Hollow - Date de sortie : 18 juin 2025 - Label : Epic Records Japan (Sony)                                     | 1          | - JAP : plus de 523 000 |

### Compilations
| Titre             | Détails de l'album                                                          |
| ----------------- | --------------------------------------------------------------------------- |
| Unveil Stray Kids | - Date de sortie : 19 septembre 2019 (digital) - Label : Epic Records Japan |
| SKZ2020           | - Date de sortie : 18 mars 2020 - Label : Epic Records Japan                |
| SKZ2021           | - Date de sortie : 23 décembre 2021 (digital) - Label : JYP Entertainment   |
| SKZ-Replay        | - Date de sortie : 21 décembre 2022 (digital) - Label : JYP Entertainment   |

## Chansons

### Singles coréens
| Année | Titre                     | Meilleures positions | Meilleures positions | Meilleures positions | Meilleures positions | Meilleures positions | Meilleures positions | Meilleures positions | Album              |
| Année | Titre                     | COR                  | JAP                  | FRA                  | GBR                  | CAN                  | USA                  | MON                  | Album              |
| --- | ------------------------- | -------------------- | -------------------- | -------------------- | -------------------- | -------------------- | -------------------- | -------------------- | ------------------ |
| 2017 | Hellevator                | —                    | —                    | —                    | —                    | —                    | —                    | NC*                  | Mixtape            |
| 2017 | Beware (Grrr 총량의 법칙) | —                    | —                    | —                    | —                    | —                    | —                    | NC*                  | Mixtape            |
| 2018 | District 9                | —                    | —                    | —                    | —                    | —                    | —                    | NC*                  | I Am Not           |
| 2018 | My Pace                   | —                    | —                    | —                    | —                    | —                    | —                    | NC*                  | I Am Who           |
| 2018 | I Am You                  | —                    | —                    | —                    | —                    | —                    | —                    | NC*                  | I Am You           |
| 2019 | Miroh                     | —                    | —                    | —                    | —                    | —                    | —                    | NC*                  | Clé 1: Miroh       |
| 2019 | Side Effects (부작용)     | —                    | —                    | —                    | —                    | —                    | —                    | NC*                  | Clé 2: Yellow Wood |
| 2019 | Double Knot               | —                    | —                    | —                    | —                    | —                    | —                    | NC*                  | Clé: Levanter      |
| 2019 | Astronaut                 | —                    | —                    | —                    | —                    | —                    | —                    | NC*                  | Clé: Levanter      |
| 2019 | Levanter (바람)           | —                    | —                    | —                    | —                    | —                    | —                    | NC*                  | Clé: Levanter      |
| 2020 | Top                       | —                    | —                    | —                    | —                    | —                    | —                    | NC*                  | Go Live            |
| 2020 | God's Menu (神메뉴)       | —                    | —                    | —                    | —                    | —                    | —                    | NC*                  | Go Live            |
| 2020 | Back Door                 | —                    | —                    | —                    | —                    | —                    | —                    | 169                  | In Life            |
| 2021 | Wolfgang                  | 138                  | —                    | —                    | —                    | —                    | —                    | —                    | Noeasy             |
| 2021 | Thunderous (소리꾼)       | 33                   | 88                   | —                    | —                    | —                    | —                    | 80                   | Noeasy             |
| 2021 | Christmas EveL            | 114                  | —                    | —                    | —                    | —                    | —                    | —                    | Christmas EveL     |
| 2022 | Maniac                    | 29                   | 43                   | —                    | 98                   | 79                   | —                    | 21                   | Oddinary           |
| 2022 | Case 143                  | 69                   | 21                   | —                    | —                    | —                    | —                    | 59                   | Maxident           |
| 2023 | S-Class (특)              | 34                   | 8                    | —                    | 100                  | 96                   | —                    | 24                   | 5-Star             |
| 2023 | Lalalala (락 (樂))        | 6                    | 9                    | 74                   | 44                   | 65                   | 90                   | 10                   | Rock-Star          |
| 2024 | Chk Chk Boom              | 23                   | 12                   | 102                  | 30                   | 55                   | 49                   | 10                   | Ate                |
| 2024 | Walkin On Water           | 137                  | 83                   | —                    | —                    | —                    | —                    | 66                   | 合 (HOP)           |
| "—" signifie que le titre ne s'est pas classé dans cette région. * Note : le Billboard Global 200 n'a été introduit qu'en septembre 2020 |                           |                      |                      |                      |                      |                      |                      |                      |                    |

### Singles anglais
| Année                                                            | Titre                               | Meilleures positions | Meilleures positions | Meilleures positions | Meilleures positions | Meilleures positions | Meilleures positions | Meilleures positions | Album      |
| Année                                                            | Titre                               | COR                  | JAP                  | FRA                  | GBR                  | CAN                  | USA                  | MON                  | Album      |
| ---------------------------------------------------------------- | ----------------------------------- | -------------------- | -------------------- | -------------------- | -------------------- | -------------------- | -------------------- | -------------------- | ---------- |
| 2024                                                             | Lose My Breath (feat. Charlie Puth) | —                    | 27                   | —                    | 97                   | —                    | 90                   | 35                   | Hors album |
| "—" signifie que le titre ne s'est pas classé dans cette région. |                                     |                      |                      |                      |                      |                      |                      |                      |            |

### Singles japonais
| Année                                                                           | Titre                      | Meilleures positions | Meilleures positions | Album                                  |
| Année                                                                           | Titre                      | JAP Phy.             | JAP                  | Album                                  |
| ------------------------------------------------------------------------------- | -------------------------- | -------------------- | -------------------- | -------------------------------------- |
| 2020                                                                            | Top -Japanese ver.-        | 1                    | 8                    | All In                                 |
| 2020                                                                            | All In                     | —                    | 67                   | All In                                 |
| 2021                                                                            | Thunderous -Japanese ver.- | 2                    | 66                   | The Sound                              |
| 2021                                                                            | Scars                      | 2                    | 2                    | The Sound                              |
| 2022                                                                            | Maniac -Japanese ver.-     | —                    | 21                   | Circus                                 |
| 2022                                                                            | Your Eyes                  | —                    | 68                   | Circus                                 |
| 2022                                                                            | Circus                     | —                    | 47                   | Circus                                 |
| 2022                                                                            | Case 143 -Japanese ver.-   | —                    | 14                   | The Sound                              |
| 2023                                                                            | The Sound                  | —                    | 34                   | The Sound                              |
| 2023                                                                            | Super Bowl -Japanese ver.- | —                    | 56                   | Social Path/Super Bowl -Japanese ver.- |
| 2023                                                                            | Social Path (feat. LiSA)   | —                    | 27                   | Social Path/Super Bowl -Japanese ver.- |
| 2024                                                                            | Why?                       | —                    | 25                   | Giant                                  |
| 2024                                                                            | Giant                      | —                    | 82                   | Giant                                  |
| 2025                                                                            | Hollow                     | —                    | 30                   | Hollow                                 |
| "—" indique que le single ne s'est pas classé ou n'est pas sorti dans ce format |                            |                      |                      |                                        |